# Contea di Pike (Missouri)
La contea di Pike in inglese Pike County è una contea dello Stato del Missouri, negli Stati Uniti. La popolazione al censimento del 2000 era di 18 351 abitanti. Il capoluogo di contea è Bowling Green